# ブルサ・ビュユクシェヒル・ベレディエ・スタデュム
ブルサ・ビュユクシェヒル・ベレディエ・スタデュム（Bursa Büyükşehir Belediye Stadyumu）は、トルコ・ブルサ県ブルサにある多目的スタジアム。ブルサスポルがホームスタジアムとして使用している。

## 概要
2011年6月に建設工事が始まり、2015年12月21日、レジェップ・タイイップ・エルドアン大統領が出席した落成式でスタジアムは正式に開場した。2023年3月28日、スタジアムで初めとなる国際Aマッチのトルコ代表対クロアチア代表のUEFA EURO 2024予選が行われ、クロアチア代表が2-0で勝利した。
スタジアムはブルサスポルのシンボルでもあるワニをモチーフにデザインされており、スタジアム北側にはワニの頭部が飛び出しているため、トルコ語でクロコダイルを意味するティムサー・パルク (Timsah Park)とも呼ばれる。奇抜なデザインではあるが、UEFAのスタジアムカテゴリーでは最上位にあたる星4つの評価を受けており、すべての国際試合を開催できるスタジアム規格となっている。

## 開催された主な試合
- 国際Aマッチ

| 日付          | ホームチーム | 結果 | アウェーチーム | ラウンド           |
| ------------- | ------------ | ---- | -------------- | ------------------ |
| 2023年3月28日 | トルコ       | 0-2  | クロアチア     | UEFA EURO 2024予選 |